# Трубчевский музей
Трубчевский музей — краеведческий музей в городе Трубчевске (Брянская область). Расположен на улице Ленина, дом 72. Здание музея — памятник архитектуры, бывший жилой дом Хомченко (Фёдорова) 1905 года постройки.
Организационно в составе музея есть планетарий.
Несмотря на статус краеведческого музея, в его залах представлены коллекции, представляющие интерес любым посетителям и ценителям истории России и природы Деснянского края.
В середине XIX века стали появляться в некоторых уездных городах центральной полосы России краеведческие музеи. Их организовывало местное земство.
Первое упоминание о местном музее, по данным Орловского государственного архива, относится к 1888 г.).
Ныне существующий Трубчевский музей был основан в феврале 1919 года Георгием Михайловичем Поршняковым — помощником земского начальства (члена управы), учёным. Георгий Поршняков окончил с отличием Петербургскую лесную академию.
С его именем связаны первые археологические изыскания в уезде. По его мнению, с 1875 года следует вести начало историко-археологического научного изучения древности трубчевского уезда. В это время состоялось личное знакомство Георгия Михайловича с известным русским ученым Дмитрием Яковлевичем Самоквасовым. Впоследствии их знакомства превратилось в деловое научное сотрудничество.
Исторические сведения о древностях города Трубчевска и его уезда Г. М. Поршняков записал в особые общие тетради, озаглавлены им как «Трубчевские тетради», также была создана «Карта памятников старины Трубчевского уезда». Им были собраны археологические, палеонтологические находки, произведения народного творчества, которые в последующем стали экспонатами уездного музея.
С 1886 года Георгий Михайлович начал собирать у себя дома, в Трубчевске, коллекции историко-археологических предметов, древних книг и экспонатов природы местного края. Когда эта коллекция разрослась и хранить её дома стало неудобно, Поршняков передал коллекцию Трубчевской уездной Земской Управе, как дар городу.
Являясь человеком просвещённым, Георгий Михайлович развернул в Трубчевске широкую научно-просветительскую деятельность. Он организовывал бесплатные общедоступные лекции по истории и археологии Трубчевского края; агитировал за сбор, охрану и доставку в музей предметов народного творчества, книг древнего происхождения, предметов старины, экспонатов геологии и живой природы. Круг тематики лекций Поршнякова был широк. В своих лекциях он касался вопросов русской истории, истории Трубчевского края, древней русской литературы, фольклора.
В эти годы Поршняков хлопочет об открытии в Трубчевске краеведческого музея. В 1919 году удается добиться предоставления для музея отдельного самостоятельного помещения.
Музей обосновался в особняке в центре города на главной Орловской улице. Городской отдел народного образования назначает Г. М. Поршнякова первым заведующим музея. Этот дом построил ещё в 1905 г. житель Трубчевска Миклуха. Дом сдавался внаём под квартиру. Миклуха, которому в 1913 году было уже за 80, воспитывал внука Серафима — сына дочери, вышедшей замуж за техника Хомченко. В школьные годы Серафим помогал основателю музея Поршнякову создавать в музее отдел природы. В дальнейшем Серафим работал сначала на Трубчевской метеостанции, а затем фенологом в Сибирском филиале АН СССР и опубликовал ряд научных работ…
Приятель Поршнякова ученый лесовод Партанский помог изготовить для музея чучела животных и птиц. Затем экспозиция природы была пополнена чучелами, сделанными руками местного жителя Ивана Николаевича Зайцева — страстного охотника, большого любителя и знатока природы.
В результате гонений на дореволюционную интеллигенцию Поршняков в 1930-м году был отстранен от работы в музее и был вынужден покинуть город.
В 1930—1932 гг. музей возглавлял Павел Николаевич Гоголев. По свидетельству археолога К. М. Поликарповича, музей этого периода, имел огромный объём материала, особенно керамики неолита и раннего железного века.
В 1935 г. в музей вдохнул жизнь Всеволод Протасьевич Левенок. Музей был отремонтирован, заново создана экспозиция. Консультации по созданию экспозиции давали известные археологи того времени М. В. Воеводский, К. М. Поликарпович, Е. А. Калитина.
Левенок В. П. родился в 1906 г. в Трубчевске в семье учителя, выходца из крестьян Стародубского уезда Черниговской губернии Левенка Протасия Пантелеевича. В 1924 г. окончил Трубчевскую школу-девятилетку II ступени. В 1929 г. — промышленный техникум в г. Воронеже и 3 курса музыкального техникума. С 1928 по 1930-е годы работал в Воронежском областном музее, с 1930 по 1934 гг. учителем рисования и черчения в Анненской школе-коммуне и агропедтехникуме. С 1 июня 1935 по 1 октября 1941 г. — заведующий Трубчевским краеведческим музеем. В военное время музей не был эвакуирован, и значительная часть экспонатов оказалась утрачена.
В этот период Левенок участвовал в археологических раскопках, учился заочно в Ленинградском Политпросветинституте на музейно-краеведческом факультете. С 1959 г. В. П. Левенок возглавил Верхне-Донской археологический отряд ЛО ИИМКА АН СССР и Липецкого областного краеведческого музея. На материалах верхнедонских неолитических стоянок им подготовлена кандидатская диссертация, которую он защитил в Ленинграде в 1970 году. Последние годы провел в Ленинграде. Скончался в 1985 г. Похоронен на Пискарёвском кладбище.
В 1936 г. В. П. Левенок пригласил на работу В. А. Падина научным сотрудником.
Вся послевоенная история Трубчевского краеведческого музея неразрывно связана с деятельностью В. А. Падина, который с 1945 г. по 1987 г. был бессменным его директором. Для посетителей музей был открыт 19 мая 1946 года.
В послевоенное время В. А. Падин заново начал собирать и пополнять коллекции музея, участвовал в археологических экспедициях (реализовал раскопками 23 Открытых листа, выданные Институтом археологии АН СССР), изучал историю славян Подесенья. Опубликовал 35 научных работ, почти 200 научно-популярных статей, книгу «Трубчевск» (2 издания). Причастен к установлению даты основания Трубчевска — 975 год.
В 1987 г. В. А. Падин передал полномочия директора музея заслуженному учителю РСФСР, историку Николаю Георгиевичу Тихонову. До последних дней своей жизни он оставался почётным директором музея.
Свыше 10 лет Николай Георгиевич Тихонов возглавлял Трубчевский краеведческий музей, который являлся филиалом Брянского Государственного объединенного краеведческого музея с 1980-х годов. С 1988 г. музей получил статус самостоятельного учреждения культуры, по-прежнему оставался самым крупным районным музеем Брянщины. Здесь, как и раньше проводилась большая научная работа, пополнялись коллекции, изучались архивные источники.
5 июля 1994 г., в день 50-летия образования Брянской области, по инициативе Н. Г. Тихонова при музее был открыт Трубчевский планетарий, единственный в России в районном центре. С этого момента данное учреждение стало именоваться «Трубчевский музей и планетарий». Для открытия планетария К. А. Парцевским, директором Московского планетария, трубчанином, было закуплено в Германии цейсовское оборудование.
Н. Г. Тихоновым была опубликована книга «Славные витязи Трубчевска», посвященная биографии видным государственным деятелям, воеводам, дипломатам, и другим заслуженным личностям, известным России из рода Трубецких.
Во второй половине 90-х годов произошла ещё одна смена директора. Им стал Леонид Иванович Лагошный.
Новые перемены в руководстве музея произошли в январе 2003 года. Возглавила музей и планетарий Татьяна Александровна Обыденнова, в прошлом преподаватель истории Трубчевского педагогического колледжа